# Heinrich von Büren
Heinrich von Büren (* im 13. Jahrhundert; † nach 1351) war ein römisch-katholischer Geistlicher und Domherr in Münster.

## Leben
Heinrich von Büren entstammte dem Geschlecht der Edelherren von Büren und war der Sohn des  Bertold von Büren. Die Herkunft seiner Mutter ist nicht sicher überliefert. Am 21. September 1313 besiegelte er das Kapitelstatut hinsichtlich der Präbendenvergabe und findet am 22. März 1322 als Domherr zu Münster und Archidiakon zu Winterswijk urkundliche Erwähnung. Er besaß auch ein Kanonikat in Soest. Auf die Pfarrei in Büren verzichtete er im Jahre 1351.